# パウサニアス (地理学者)
パウサニアス（ギリシャ語: Παυσανίας, ラテン文字転写: Pausanias, パウサニアース、115年頃 - 180年頃）は、2世紀ギリシアの旅行家で地理学者。『ギリシア案内記』の著者として知られる。この著作は当時のギリシアの地誌や歴史、神話伝承、モニュメントなどについて知る手がかりとされている。

## 生涯
パウサニアスの生没年や出身地については、『ギリシア案内記』における記述からおおまかに推測されるのみで、はっきりしたことはわかっていない。しかし、小アジアのリディア地方について詳細に述べている部分があることから、この地方の出身であるとする説が有力である。当時のリディア地方はローマ帝国のアシア属州に属していた。
パウサニアスはその生涯でギリシア以外にもマケドニアやパレスチナ、エジプト、イタリアなどを訪れている。

## 『ギリシア案内記』
『ギリシア案内記』（Ἑλλάδος Περιήγησις）はパウサニアスがギリシア各地で直接見聞してまとめた旅行記で、全10巻からなる。『ギリシア記』『ギリシア誌』『ヘラスのペリエゲーシス』などとも呼ばれる。成立年代は160年から176年頃と推定されている。
オリュンピアやデルポイの神域に関する記述では、古代オリンピックやピューティア大祭などの競技会の施設や優勝者を記念する彫像などについて、逸話も交えて描写している。
同時代からの評価はきわめて限られたものであったと考えられている。 これに対し、近代以降は考古学や美術史の分野で注目されるようになった。特にハインリヒ・シュリーマンは、ホメロスとパウサニアスの記述を参照しながらミケーネの発掘に臨んだことで知られる。古典学者にして『金枝篇』の著者でもあるジェームズ・フレイザーは、文化人類学的関心のもと訳注を刊行している。

### 各巻題名と内容
1. アッティカ（アテナイ、メガラ）
2. コリンティアカ（コリントス、アルゴス、アイギナ）
3. ラコニカ（スパルタ）
4. メッセニアカ（メッセニア地方）
5. エリアカ（オリュンピアとエリス地方1）
6. エリアカ（エリス地方2）
7. アカイカ（アカイア地方）
8. アルカディアカ（アルカディア地方）
9. ボイオティカ（ボイオティア地方）
10. ポキカ（ポキス地方とロクリス地方、デルポイ）

### 日本語訳
- 『ギリシア案内記』馬場恵二訳、岩波文庫。抜粋訳
  - （上巻）1991年、ISBN 4003346017（1巻を収める）
  - （下巻）1992年、ISBN 4003346025（2巻・10巻を収める）
- 『ギリシア記』2巻組、飯尾都人訳、龍溪書舎、1991年、ISBN 4844783335。全訳
- 『ギリシア案内記』周藤芳幸訳、京都大学学術出版会「西洋古典叢書」、2020年 ‐ 。全5巻予定